# Maria, la que desencadena els nusos

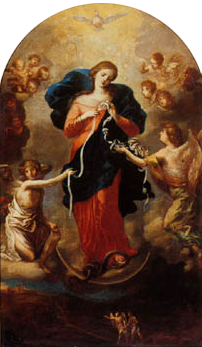
La nostra Senyora de Knotenlöserin

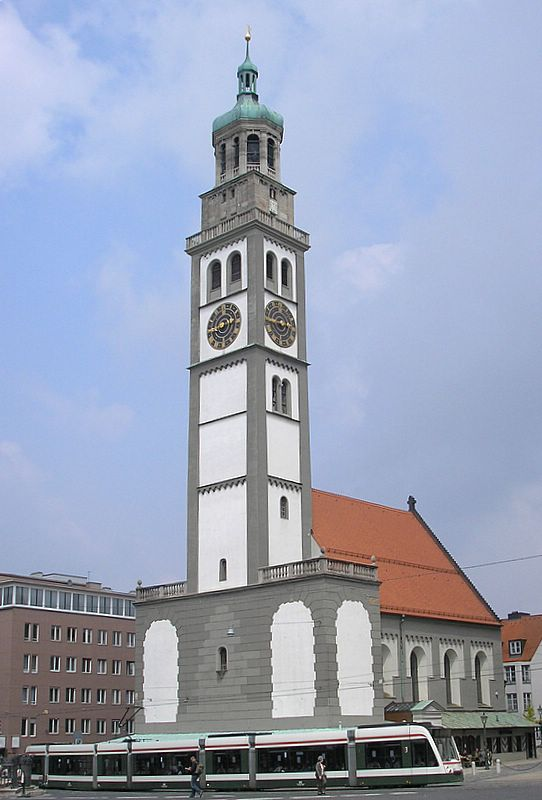
Sant Peter

Maria, la que desencadena els nusos és una advocació mariana. El papa Francesc portà d'Augsburg (St. Peter am Perlach) a Buenos Aires una targeta postal amb aquesta imatge. A Buenos Aires va encarregar una còpia de la imatge, la qual va ser instal·lada a l'església de Sant Josep del Talar.